# Brains & Brawn
Brains & Brawn foi um game show apresentado por Mark-Paul Gosselaar, após o término de Saved by the Bell, e exibido pela NBC em seu bloco de programação voltado para adolescentes, o TNBC. Nos primeiros episódios, Danielle Harris atuou como co-apresentadora, sendo posteriormente substituída por Tatyana Ali, que já havia participado do programa como capitã de um dos times. O programa era filmado nos estúdios da Universal, em Hollywood.

## Formato
O programa se tratava de uma competição, dividida entre provas físicas e de conhecimentos, acompanhadas por músicas e efeitos especiais. Dois times de três adolescentes, nos quais, um deles era o capitão da equipe, competiam pelos pontos em cinco provas, que por final, os levariam a corrida de obstáculos no fim do programa.

### Jogos
- 2-Minute Drill – Mark-Paul lia questões com três respostas possíveis, e os competidores selecionados teriam que responder na alternativa que julgavam ser correta. A rodada durava 2 minutos, e cada resposta correta garantia ao time 10 pontos.

- Hockey – No jogo de hóquei, um membro de cada time jogava, e um integrante da outra equipe era o goleiro, buscando evitar que o outro time fizesse pontos. Cada um tinha 30 segundos para fazer sua pontuação, e cada gol valia 10 pontos.

- Swing Shot – Neste jogo, dois competidores de um time tinham que jogar bolas através de três largos buracos em uma parede. Entretanto, um membro do outro time sentava em um pêndulo balançando na frente dos buracos, e tentava bloquear todas as bolas possíveis. A rodada durava 30 segundos para cada time, e cada bola que passasse por um buraco valia 10 pontos.

- Oddity – Cada time tinha que enfrentar um tabuleiro idêntico ao da outra equipe, que continha dez seqüências de três itens. Um item em cada seqüência não pertencia ao mesmo grupo que os outros dois, e após identificados, eles deveriam ser levados para uma coluna no centro. A rodade durava 1 minuto para cada time, e eles recebiam 20 pontos por cada item identificado corretamente.

- Volleyball – Os times jogavam vôlei por 3 minutos, a cada ponto marcado no jogo, os jogadores recebiam outros 20 para enfrentar a rodada final. Duas coisas tornavam este jogo mais difícil, em primeiro lugar, todos estavam conectados por uma corda, e em segundo lugar, eles não conseguiam ver o que acontecia do outro lado da quadra, pois a rede era feita com um material especial que impedia isto.

Após estes cinco jogos, ambos os times iam para a Corrida de Obstáculos. Primeiro, os concorrentes tinham que correr por pneus, e então subir em uma escada de bombeiros. Depois disso, tinham que escorregar com tapetes por um escorregador, para então seguir para carros de pedáis, que os levariam até a linha de chegada. Uma vantagem era concedida a quem tinha mais pontos, estes poderiam sair primeiro da linha de largada, um segundo na frente equivalia a 10 pontos extras que foram marcados na frente da outra equipe. Por fim, o prêmios para os vencedores era um telescópio.